# Manshovenbos
Het Manshovenbos is een bosgebied in de gemeente Borgloon in de Belgische provincie Limburg. Het bos ligt in het zuiden van de gemeente nabij de gemeentegrens met Heers.
Samen met het naburige Magneebos en de beboste Zalenberg, beiden gelegen in de Heerse deelgemeente Heks, maakt het Manshovenbos deel uit van een van de grotere boscomplexen in Droog-Haspengouw. Deze drie bossen hebben een totale oppervlakte van 162 ha en vormen een speciale beschermingszone in een gebied dat deel uitmaakt van Natura 2000-gebied Bossen en kalkgraslanden van Haspengouw.

## Geschiedenis
De naam Manshoven gaat terug tot de veertiende eeuw toen dit gebied, een voormalig leen van de graven van Loon, in het bezit kwam van Jan van Mansoeve. Dit leen behoorde tot de heerlijkheid Sassenbroek die vernoemd werd naar het gehucht dat ten westen van het Manshovenbos ligt. Later werd Manshoven onderdeel van het jachtgebied dat prins-bisschop Franciscus Karel van Velbrück voor zichzelf verwierf. Nadat de streek in 1795 door Frankrijk werd geannexeerd, werden de heerlijkheden afgeschaft waardoor het Manshovenbos niet langer op het grondgebied van Sassenbroek lag. Het Manshovenbos werd toen ondergebracht in de gemeente Borgloon.

## Natuur
Het Manshovenbos is gelegen op de steile hellingen van de 117m hoge Sint-Servaasberg. Op de top bevindt zich een ongelukskruis uit 1928 dat herinnert aan een boswachter die omkwam in een gevecht met een stroper. Het laagste punt bevindt zich op een hoogte van 72m nabij de bron van de Sassenbroekbeek.
Dit eiken-haagbeukenbos wordt al eeuwenlang gebruikt als bosgebied en herbergt een bijzondere flora en fauna. In de onderste vegetatielagen vindt men mossen, schimmels, slanke sleutelbloem, speenkruid en bosanemoon. De struiklaag bestaat voornamelijk uit de haagbeuk, hazelaar, gewone vlier en meidoorn. De bovenste laag wordt gevormd door de zomereik, beuk en es. Door de kalkrijke ondergrond komen aan de bosrand en op lichtrijke plaatsen de bosrank, liguster alsook de zeldzame bergnachtorchis en ruig hertshooi voor. Daarnaast worden ook maatregelen genomen om populaties wilde hamsters en blauwe kiekendieven uit te bouwen.

## Manshovenhof
Nabij de bron van de Sassenbroekbeek aan de zuidelijke zijde van het Manshovenbos bevindt zich het Manshovenhof, een gesloten hoeve waarvan de oudste delen dateren uit de tweede helft van de zeventiende eeuw. Het woonhuis en poortgebouw bevinden zich in de zuidoostelijke vleugel. Het gebouw is opgetrokken in baksteen en was oorspronkelijk voorzien van hoekbanden in mergelsteen. De getraliede vensters van het woonhuis en poortgebouw worden omgeven door een omlijsting met negblokken in kalksteen. De rondboogpoort die toegang geeft tot het erf is eveneens voorzien van een kalkstenen omlijsting. De westelijke dwarsschuur, alsook de stallingen in de noordelijke en zuidelijke vleugel, zijn opgetrokken in baksteen en worden bedekt door een zadeldak.